# Theodor von Hippel
Theodor von Hippel (* 29. Januar 1890 in Thorn; † 1. Januar 1977 in Kiel) war ein deutscher Staatsökonom und Offizier, zuletzt Oberstleutnant der Wehrmacht.

## Leben
Theodor von Hippel war ab 1908 Farmer in Morogoro. Mit Ausbruch des Ersten Weltkriegs 1914 meldete er sich als Freiwilliger für die Schutztruppe für Deutsch-Ostafrika und machte hier Erfahrungen mit militärischen Kommandoaktionen unter der Führung von General Paul von Lettow-Vorbeck.
Nach dem Krieg kehrte er nach Deutschland zurück und begann ab 1919 ein Studium der Staatswissenschaften, u. a. von 1921 an der Universität Tübingen. Im Jahr 1922 promovierte er dort mit der Arbeit Deutschlands Stellung zur Baumwollfrage bei Carl Johannes Fuchs zum Dr. rer. cam. Anschließend war er von 1922 bis 1934 als Bankdirektor in Berlin tätig.
1935 trat er als Oberleutnant (E-Offizier) in die Wehrmacht ein. Er kam zur Pioniertruppe, zum Pionier-Bataillon 43 (Brandenburg) und wurde hier am 1. November 1935 Hauptmann (E).
Als er die Idee eines militärischen Agierens von kleinen Kampfverbänden hinter den feindlichen Linien vorschlug, stieß er auf Ablehnung bei seinen Vorgesetzten. Erst als er 1938 zur Abwehrabteilung II (Sabotage und Zersetzung) im Oberkommando der Wehrmacht nach Berlin unter Oberstleutnant Erwin von Lahousen wechselte, fanden seine Erfahrungen aus den Kolonialkriegen, kleine Einheiten für Kommandoaktionen auszubilden und einzusetzen, endlich Gehör. Bereits in der Phase der Vorbereitung auf den Fall Weiss hatte er den Auftrag, die Einrichtung sogenannten K-Truppen, u. a. den Kampfverband Ebbinghaus und den K-Trupps Herzner, vorzubereiten. Hippel wurde deren Leiter. Bereits Mitte August begaben sich die ersten nachrichtendienstlich und militärisch ausgebildeten Gruppen auf polnisches Territorium. Bis zur Auslösung der Alarmstufe für erste Terror- und Sabotageaktivitäten blieben sie in der lange vorbereiteten Deckung. Am 18. August sprengte eine erste Gruppe auf der Eisenbahnstrecke von Krakau nach Lemberg die Schienen. Am 25. August löste die Abteilung II der Abwehr für ihre "stillen Kämpfer" die Alarmstufe I aus. Als aber Adolf Hitler am Nachmittag des gleichen Tages den Termin des Überfalls auf Polen kurzfristig verschob, konnten die einzelnen K-Gruppen nicht mehr über diese Veränderung des geplanten Angriffs auf den 1. September 1939 informiert werden. Kurz nach Mitternacht am 26. August begannen 23 Angehörige der Kampftrupps ihre geplanten Angriffe auf polnische Sicherungseinheiten am Jablunkapass. Von dort aus rückten sie dann, in der Annahme, dass bereits Krieg sei, bis zum Bahnhof Mosty vor.

Nach der Auswertung des Erfolgs erster Einsätze von K-Trupps während des Überfalls auf Polen im Rücken des Gegners konnte Theodor von Hippel Wilhelm Canaris im September 1939 zur Aufstellung einer militärischen Einheit für Kommandoaufgaben unter dem Geheimnamen „Bau-Lehr-Kompanie“, quasi als „Haustruppe“ der Abwehr, endgültig überzeugen. Hippel fasste die Ziele der Kommandoaktionen folgendermaßen zusammen:
Die handstreichartige Besetzung kriegswichtiger Objekte wie Brücken, Tunnels, wehrwichtiger Werke und ihr Halten bis zum Eintreffen der Spitzentruppen der deutsche Wehrmacht
Am 15. Oktober 1939 wurden auf dem ehemals österreichischen Truppenübungsplatz Bruck an der Leitha die ehemaligen K-Truppen unter Hippels Kommando als Deutsche Kompanie zusammengezogen und Hippel begann ab 25. Oktober 1939 mit der Aufstellung der Bau-Lehr-Kompanie z.b.V. 800, welche durch das schnelle Anwachsen des Personals erst Anfang 1940 zur Bau-Lehr-Bataillon z.b.V. 800 und dann noch am 1. Mai 1940 zur Lehr-Regiment Brandenburg z.b.V. 800 aufgestuft wurde. Brandenburg, wo Hippel vorher schon stationiert war, wurde die erste Garnison der neu aufgestellten Einheit. Der Fakt, dass dort eine Kaserne unbelegt war, spielte zusätzlich eine Rolle, sodass sich daraus der spätere Name Brandenburger ableitete. Hippel hatte die Männer der Bau-Lehr-Bataillon z.b.V. 800 mit den Worten gegrüßt:
Ihr sollt ein Räuberhaufen sein, mit dem man den Teufel aus der Hölle holen kann.
Anfang 1940 wurde extra eine Kommandostelle in Berlin eingerichtet. Beim Unternehmen Weserübung und an den Vorbereitungsoperationen des Unternehmens Seelöwe und Unternehmens Felix war das Bataillon unter Hippels Kommando u. a. beteiligt.
Hippel war als Hauptmann vom 15. Oktober 1939 bis 12. Oktober 1940 erster Kommandeur der Einheiten, welche später den Sonderverband Brandenburg bildeten. Hier wurde er am 1. Oktober 1940 noch zum Major befördert, bat aber, da er seine Vorstellungen nicht umgesetzt sah, aus „gesundheitlichen Gründen“ um eine Versetzung.
Anfang 1943 wurde Hippel als Oberstleutnant nach Nordafrika kommandiert, um dort eine Deutsch-Arabische Legion zu kommandieren und diese als Kommandoeinheit nach Vorbild des Sonderverbandes Brandenburg einzusetzen. Bereits im Mai 1943 mussten die letzten Wehrmachtseinheiten in Tunesien kapitulieren. Hippel ging in amerikanische Kriegsgefangenschaft und kam erst 1948 wieder frei. Anschließend war er bis 1954 als Geschäftsführer mehrerer Aufbaugesellschaften und im Verband der Wohnungswirtschaft tätig.
Hippel war mit Rosa, geb. Gerhardt, verheiratet.